# San Juan, Argentina
San Juan är huvudstad i den argentinska provinsen San Juan i regionen Cuyo i västra Argentina. Staden har en lång historia och grundades på 1500-talet men förstördes i en omfattande jordbävning 1944 och är idag en av Argentinas modernaste städer. Befolkningen uppgår till drygt 110 000 medan hela stadsområdet omfattar över 400 000 invånare.
San Juan ligger vid San Juanfloden och omges på tre sidor av Anderna.

## Historia

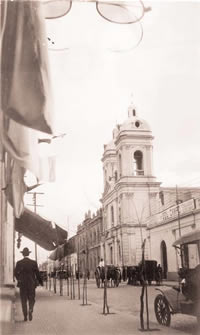
San Juan 1894

San Juan grundades 1562 av guvernör Juan Jufré y Montesa och flyttades till sin nuvarande plats 1593 på grund av översvämningar. Stadens ursprungliga namn var San Juan de la Frontera. Under tidigt 1700-tal uppförde jesuiterna en katedral och ett kloster. Jesuiternas byggnader, liksom det mesta av staden förstördes i en jordbävning 1944. Återuppbyggnaden har givit San Juan en modern prägel.
San Juan var födelseplats för författare, utbildningspionjären och politikern Domingo Faustino Sarmiento, som var Argentinas president från 1868 när han ersatte Bartolomé Mitre till 1874. Sarmientos hem är bevarat och rymmer idag museum och ett bibliotek, bostaden har sedan 1910 status som nationalmonument.

## Klimat och geografi
San Juan ligger i en mycket torr region, men dalgången får vatten från San Juanfloden som för med sig smältvatten från bergen. Vintrarna är milda och den genomsnittliga temperaturen ligger mellan 1 och 16 plusgrader, men kan sjunka så lågt som -8 grader. Under de torra sommarmånaderna ligger temperatur i genomsnitt på mellan 19 och 35 grader. Värmerekordet är 44 grader. Det finns flera dammar längs floden, för att försörja staden och den omgivande jordbruksbygden med vatten.

## Näringsliv
Näringslivet domineras av förädling av jordbruksprodukter, som kött och frukt samt omfattande vinframställning.

## Transport och kommunikationer
San Juan har en ringväg runt staden som underlättar pendlingen mellan förorterna och centrum, på grund av den urbana tillväxten finns planer för ytterligare en yttre ringled. Lokaltrafiken sköts av bussar.  Staden har en stor bussterminal, och en flygplats som förbinder San Juan med andra städer i Argentina.
San Juan ligger vid Ruta Nacional 40, 168 kilometer norr om Mendoza och 449 kilometer söder om La Rioja. Staden ligger 585 kilometer från Córdoba och 1110 kilometer från huvudstaden Buenos Aires.

## Stadsbild
Dagens San Juan är resultatet av återuppbyggnaden efter jordbävningen 1944 som förstörde stora delar av staden. Stadsplanen bygger på breda gator och moderna hus, många av gatorna är utformade som avenyer med träd. Bland de moderna husen finns den nya katedralen som invigdes 1979 ritad av Daniel Ramos Correa och utrustad med ett 51 meter högt klocktorn.